# Jeroen van den Brink
Jeroen van den Brink (18 november 1968) is een Nederlandse theoretisch natuurkundige, huidig directeur van het Institute of Theoretical Solid State Research, IFW Dresden en hoogleraar aan de Technische Universiteit Dresden, Duitsland. Van den Brink werkt aan de theoretische, kwantummechanische beschrijving van materialen, in het bijzonder van magnetische en supergeleidende materiaal systemen.
Van den Brink promoveerde in 1997 aan de Universiteit Groningen, werkte als postdoc aan het Max Planck Instituut in Stuttgart en als universitair docent aan de Universiteit Twente  (1999-2002), als Springplank Fellow aan de Universiteit Leiden (2002-2009) en als bijzonder hoogleraar aan de Radboud Universiteit (2005-2013). Gedurende 2009 was hij Visiting Professor aan het
Stanford Institute for Materials and Energy Science. In 2017 is hij Zernike Chair aan het Zernike Institute for Advanced Materials.